# Distrito da Horta
```
   |-
       |
Erro:
:  
valor não especificado para "
nome_comum
"
```

O Distrito da Horta, desde 31 de Dezembro de 1940 oficialmente denominado Distrito Autónomo da Horta, foi uma unidade administrativa das então Ilhas Adjacentes, abrangendo parte do território do arquipélago dos Açores.
Foi criado por decreto de 28 de Março de 1836, com sede na cidade da Horta, e incluía as ilhas do Faial, Pico, Flores e Corvo.
A criação deste distrito resultou da divisão da Província Ocidental dos Açores, que tinha sede em Angra do Heroísmo, nos distritos de Angra do Heroísmo e da Horta.
O Distrito Autónomo da Horta, como os seus congéneres de Ponta Delgada e de Angra do Heroísmo, extinguiu-se a 22 de Agosto de 1975 com a criação da Junta Regional dos Açores, órgão de governo provisório que assumiu as respectivas competências, activos e passivos, na sequência do processo de instauração da autonomia constitucional dos Açores.
Com a autonomia constitucional dos Açores (como aliás aconteceu com a Madeira) os distritos foram definitivamente extintos.
A Constituição da República Portuguesa de 1976 dispõe que os Açores são uma Região Autónoma dotada de Estatuto Político-Administrativo próprio, o qual não prevê a existência de distritos.

## Ordenação heráldica do brasão e bandeira

### Transcrição do parecer
Decreto de 3 de Maio de 1865 do Ministério dos Negócios do Reino – Direcção Geral de Administração Política (2.ª Repartição).

Querendo conferir á cidade da Horta, na ilha do Faial, um testemunho authentico do apreço em que tenho os notaveis e efficazes serviços que os seus habitantes prestaram á causa do throno constitucional, não só correndo em grande numero a alistar-se nas fileiras destinadas a defender tão justa causa na luta contra a usurpação, mas contribuindo generosamente com os seus haveres e com o trabalho de seus braços para o estabelecimento de um arsenal de marinha, onde foram reparados alguns navios da expedição, que tanto cooperou para o triumpho dos principios liberaes, continuando constantemente os mesmos habitantes a dar immensas provas da sua lealdade; e conformando-me com os pareceres dos conselheiros ajudante do procurador geral da corôa junto do ministério do reino, e governador civil do districto da Horta: hei por bem fazer mercê á cidade da Horta do titulo de «muito leal», e outrosim me praz permittir, vista a informação do rei de armas Portugal, que a mesma cidade d’ora em diante possa usar, em devida fórma, do seguinte brazão de armas; a saber: um escudo esquartelado, tendo no primeiro quartel, em campo de prata, as quinas de Portugal; no segundo, em campo azul, o busto de prata de Sua Magestade Imperial o Senhor D. Pedro IV, meu augusto avô, de muito saudosa memória; e no contra chefe a corôa e sceptro de oiro, allusivos ao facto da sua abdicação; no terceiro, em campo azul, um livro de prata tendo escripta em letras azues a data de 29 de abril de 1826, em allusão á carta constitucional da monarchia; e no quarto, em campo de purpura, um castello de prata, e pousado sobre elle um açor também de prata. Orla azul com a legenda em letras de oiro «D. Luiz I á muito leal cidade da Horta», corôa ducal; e por timbre um braço de prata armado de uma espada do mesmo metal.
O ministro e secretario d’estado dos negocios do reino assim o tenha entendido e faça executar.
Paço da Ajuda, em 3 de maio de 1865. = REI. = Julio Gomes da Silva Sanches. 
Fonte: https://digigov.cepese.pt/ , Diário de Lisboa, N.º 139, 22 de Junho de 1865, p. 1497.